# Seznam měn Evropy
Toto je seznam měn používaných v Evropě platný k datu 1. 1. 2023.
| Stát                | Měna             | ISO kód |
| ------------------- | ---------------- | ------- |
| Albánie             | albánský lek     | ALL     |
| Andorra             | euro             | EUR     |
| Belgie              | euro             | EUR     |
| Bělorusko           | běloruský rubl   | BYN     |
| Bosna a Hercegovina | bosenská marka   | BAM     |
| Bulharsko           | bulharský lev    | BGN     |
| Černá Hora          | euro             | EUR     |
| Česko               | česká koruna     | CZK     |
| Dánsko              | dánská koruna    | DKK     |
| Faerské ostrovy     | faerská koruna   | DKK     |
| Estonsko            | euro             | EUR     |
| Finsko              | euro             | EUR     |
| Francie             | euro             | EUR     |
| Chorvatsko          | euro             | EUR     |
| Irsko               | euro             | EUR     |
| Island              | islandská koruna | ISK     |
| Itálie              | euro             | EUR     |
| Kazachstán          | kazašské tenge   | KZT     |
| Kosovo              | euro             | EUR     |
| Kypr                | euro             | EUR     |
| Severní Kypr        | turecká lira     | TRY     |
| Lichtenštejnsko     | švýcarský frank  | CHF     |
| Litva               | euro             | EUR     |
| Lotyšsko            | euro             | EUR     |
| Lucembursko         | euro             | EUR     |
| Maďarsko            | maďarský forint  | HUF     |
| Makedonie           | makedonský denár | MKD     |
| Malta               | euro             | EUR     |

| Stát               | Měna               | ISO kód |
| ------------------ | ------------------ | ------- |
| Moldavsko          | moldavský lei      | MDL     |
| Podněstří          | podněsterský rubl  | ---     |
| Monako             | euro               | EUR     |
| Německo            | euro               | EUR     |
| Nizozemsko         | euro               | EUR     |
| Norsko             | norská koruna      | NOK     |
| Polsko             | polský zlotý       | PLN     |
| Portugalsko        | euro               | EUR     |
| Rakousko           | euro               | EUR     |
| Rumunsko           | rumunský lei       | RON     |
| Rusko              | ruský rubl         | RUB     |
| Řecko              | euro               | EUR     |
| Slovensko          | euro               | EUR     |
| Slovinsko          | euro               | EUR     |
| San Marino         | euro               | EUR     |
| Spojené království | libra šterlinků    | GBP     |
| Ostrov Man         | manská libra       | GBP     |
| Jersey             | jerseyská libra    | GBP     |
| Guernsey           | guernseyská libra  | GBP     |
| Gibraltar          | gibraltarská libra | GIP     |
| Akrotiri a Dekelia | euro               | EUR     |
| Srbsko             | srbský dinár       | RSD     |
| Španělsko          | euro               | EUR     |
| Švédsko            | švédská koruna     | SEK     |
| Švýcarsko          | švýcarský frank    | CHF     |
| Turecko            | turecká lira       | TRY     |
| Ukrajina           | ukrajinská hřivna  | UAH     |
| Vatikán            | euro               | EUR     |